# Тальковский, Михаил Александрович
Михаил (Михаль) Александрович (Искендерович) Тальковский (22 марта, 1885 — 1924, Баку) — российский и азербайджанский военный деятель, ротмистр пограничной стражи, начальник отдела пограничной охраны Министерства финансов Азербайджанской Демократической Республики (1919—1920).

## Биография
Родился 22 марта 1885 года в мусульманской дворянской семье литовских татар. В 1902 году окончил Первый кадетский корпус. 22 апреля 1905 года, по окончании по 2-му разряду Павловского военного училища был произведён в подпоручики со старшинством со дня выпуска и назначением в 262-й пехотный резервный Сальянский полк. 
С 19 августа 1909 года корнет, проходил службу в Отдельном корпусе пограничной стражи — 16-я пограничная Сандомирская бригада, где с 1912 года — командир Будзиского отряда 1-го отдела. 
В составе 117-го пехотного Ярославского полка участвовал в первой мировой войне. Был ранен 15 мая 1915 года. В 1916 году штабс-ротмистр в 16-м Сандомирском пограничном конном полку. 3 августа 1916 года Высочайшим приказом даровано старшинство в чине штабс-ротмистра с 22 апреля 1912 года. 
В 1919—1920 годах — ротмистр в пограничной страже Министерства финансов Азербайджанской Демократической Республики, в том числе начальник отдела пограничной охраны. В 1924 году скончался в возрасте 39 лет и был похоронен в городе Баку.

## Семья
Отец, Тальковский, Александр Османович — российский и советский военный деятель, генерал-майор

Брат, Александр (Искандер; 1894—1942) — комдив Красной Армии, репрессирован;

## Награды
- орден Святой Анны 4-й степени (28.06.1915)
- орден Святой Анны 3-й степени (11.04.1916)
- Орден Святого Владимира 4-й степени (21.05.1915)
- Орден Святого Станислава 3-й степени (13.12.1915)